# Verwoest me
Verwoest me (Engels: Destroy Me) is een sciencefictionroman voor jongvolwassenen, uit 2012 van de Amerikaanse schrijfster Tahereh Mafi. Het boek maakt deel uit van de Touching Juliette-trilogie.

## Verhaal
Warner is teruggekeerd naar de basis en herstellende van een schotwonde. Na de ontsnapping van Juliette, Adam en Kenji moet hij zijn gezag proberen te herstellen om een beginnende opstand in Sector 45 te onderdrukken. Zijn obsessie voor Juliette wordt steeds groter en hij doet er alles aan om haar te vinden. Warners vader, de opperbevelhebber van Het Herstel arriveert op de basis en neemt het bevel over. Hij heeft andere plannen met Juliette dan zijn zoon en dat kan Warner niet laten gebeuren.

## Informatie
Het verhaal wordt deze maal verteld vanuit het oogpunt van Warner en situeert zich in de tijd tussen deel 1 Shatter Me (Vrees me) en deel 2 Unravel Me (Breek me). Destroy Me werd op 6 oktober 2012 oorspronkelijk enkel als e-boek uitgegeven en daarna op 4 februari 2014 samen met Fracture Me (Versplinter me) als dubbelboek onder de titel Unite Me.